# FC Spartak Ereván
El FC Spartak Ereván fue un equipo de fútbol de Armenia que alguna vez estuvo en la Liga Premier de Armenia, la liga de fútbol más importante del país.

## Historia
Fue fundado el 20 de agosto del año 2001 en la capital Ereván luego de adquirir al FC Araks Ararat y nació con el nombre FC Araks-Impeks Yerevan. En la temporada 2002 cambiaron su nombre al de Spartak, aunque solo lo usaron una temporada, ya que en la temporada 2003 fueron excluidos de la todas las competiciones de Armenia debido a que no permitieron que los jugadores Alexander Tadevosyan, Artur Petrosyan, Galust Petrosyan, Artur Gabrielyan, y Artur Khachatryan no se unieran a la concentración de Armenia para el partido ante Israel. Ese fue el último año del club, ya que fue convertido en un equipo filial del FC Banants y sus mejores jugadores pasaron a formar parte del club.

## Jugadores destacados
| - Alexander Tadevosyan - Artur Petrosyan | - Galust Petrosyan - Artur Gabrielyan | - Artur Khachatryan |

## Entrenadores
- Poghos Galstyan (1997)
- Varuzhan Sukiasyan (1998-1999)
- Ashot Khachatryan (1999-2000)
- Samvel Petrosyan (2000)
- Varuzhan Sukiasyan (2000-2001)
- Oganes Zanazanyan (2001-2002)